# Hauptstraße 30 (Mönchengladbach)

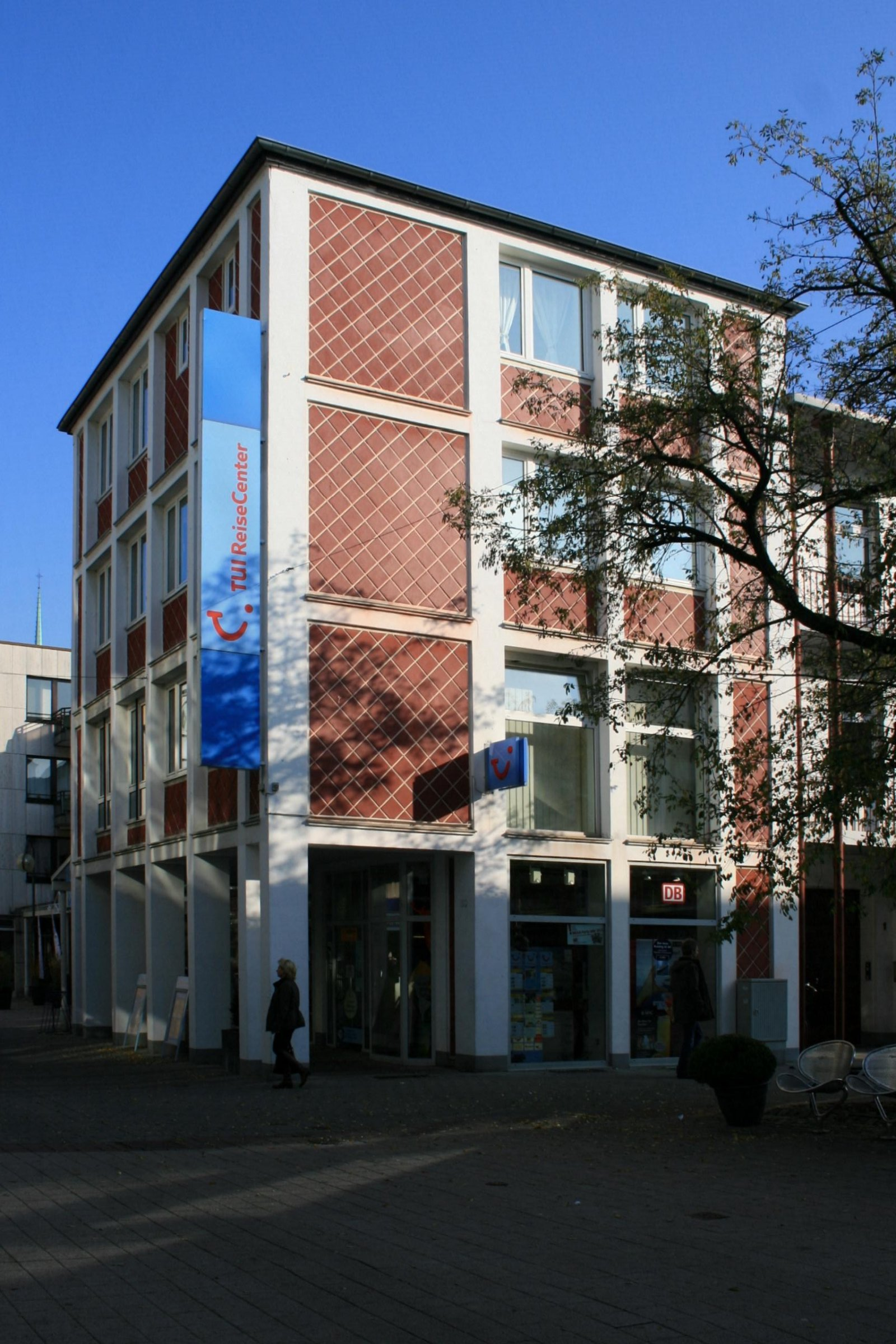
Geschäftshaus (2011)

Das Geschäftshaus Hauptstraße 30 steht im Stadtteil Rheydt in Mönchengladbach (Nordrhein-Westfalen).
Das Gebäude wurde 1948/49 erbaut. Es wurde unter Nr. H 110  am 1. August 2011 in die Denkmalliste der Stadt Mönchengladbach eingetragen.

## Lage
Das Geschäftshaus Hauptstraße 30 stellt einen Kopfbau innerhalb der Kammbebauung der Hauptstraße von Rheydt dar und bildet gleichzeitig die östliche Begrenzung der Einmündung der Harmoniestraße in die Hauptstraße, gegenüber Hauptstraße 26 (Kopfbau) auf der Westseite. Innerhalb der Kammstruktur der Südseite der Hauptstraße bildet das Geschäftshaus Hauptstraße 30 einen der viergeschossigen Kopfbauten aus, die in die Straße bis zur alten Fluchtlinie hineinragen und im Erdgeschoss mit einem Durchgang nebst Schaufenster geöffnet sind.

## Architektur
Das Gebäude erhebt sich auf rechteckiger, annähernd quadratischer Grundfläche mit Flachdach und zeigt somit einen dezidiert kubischen Baukörper. Es handelt sich um eine in Montagebauweise errichtete, mit Beton ummantelte Stahlskelettkonstruktion, deren weiß gestrichenes Raster ausgefacht ist mit vorgefertigten Betonplatten.
Farblich abgestimmt, zeigen diese Platten eine rote Grundfläche mit einem zarten weißen Linienmuster in Rautenform. Die Platten liegen in der Fläche etwas zurück hinter dem Skelettraster, so dass die Fassade Relief bekommt. Es wird auch kein gleichmäßiges Raster ausgebildet, sondern zum einen sind die einzelnen Achsen  unterschiedlich breit, zum anderen ist auch die Durchfensterung der einzelnen Felder variiert. Das Erdgeschoss ist gemäß dem Gesamtkonzept der Hauptstraße mit einem Durchgang für Fußgänger geöffnet, hier gemäß der Ecklage als Kolonnade außen liegend angeordnet. Auffallend ist, dass auf beiden Seitenfassaden die jeweils vordere Achse über dem Erdgeschoss-Durchgang nicht durchfenstert ist, sondern dass hier die mit Rauten ornamentierte Fläche ganz besonders deutlich in den Straßenraum wirkt, ursprünglich nur durchbrochen von dem Initialen-Signet „PW“ des Bauherren und Geschäftsinhabers.
Die Errichtung erfolgte in der eher bei Hochhäusern angewandten und in Deutschland seinerzeit noch seltenen Stahlskelett-Montagebauweise (vereinzelt ab Mitte der 1920er Jahre in Gebrauch, bahnbrechend im Rheinland das Lochnerhaus/Haus Grenzwacht, Aachen 1925/26), d. h. das tragende Gerüst wurde zunächst aus vorgefertigten Stahlelementen (Krupp-Stahl Rheinhausen) montiert und erst anschließend auf der Baustelle mit Beton ummantelt. Als Vorteil dieser Bauweise galt vor allem die schnelle Bauzeit durch Montage vorgefertigter Teile auf der Baustelle und die für Skelettbauten typische Variabilität der Grundrissgestaltung.
Die Fenster sind erneuert, die innenliegende Schaufensterzone ist verändert.
Das Geschäftshaus Hauptstraße 30 ist ein integraler Bestandteil der optisch prägnanten und bauhistorisch bedeutenden Kammbebauung an der Hauptstraße und darüber hinaus ein vorbildhafter Prototyp des Neuaufbaus des Rheydter Stadtzentrums insgesamt. Nicht zuletzt aufgrund seiner außergewöhnlichen, fein proportionierten Gestaltung besitzt es eine sehr anschauliche Blickpunktfunktion innerhalb der städtebaulichen Großfigur, als Kopfbau sowohl innerhalb der Straßenzeile als auch als Eckbau zur Harmoniestraße.
Das Geschäftshaus Hauptstraße 30 ist bedeutend für Rheydt, Stadt Mönchengladbach. An seiner Erhaltung und Nutzung besteht aus wissenschaftlichen, architekturgeschichtlichen und städtebaulichen Gründen ein öffentliches Interesse. Es handelt sich daher gemäß § 2 DSchG NRW um ein Baudenkmal.